# Конституция Мьянмы
Конституция республики Союз Мьянма (бирм. မြန်မာနိုင်ငံ ဖွဲ့စည်းပုံ အခြေခံ ဥပဒေ) — основной закон государства Республика Союз Мьянма. Принята на всеобщем референдуме в 2008 году, вступила в силу в 2011 году. Это третья по счёту конституция после Конституции независимой Республики Бирманский Союз 1947 года и «социалистической» Конституции 1974 года (аннулирована в 1988 г.), действует в настоящее время.

## История
Военный переворот 1988 года привел к установлению авторитарного военного режима, во главе которого находился Государственный совет по восстановлению законности и порядка (ГСВЗП), отменена Конституция 1974 года и распущен Парламент. В период с 1993 по 2007 год (с перерывами) Учредительное собрание составило проект конституции. Демократическая оппозиция тоже создавала свой проект, но эти действия признаются незаконными и наказываются 20 годами лишения свободы в соответствии с законом, принятым в 1996 году ГСВЗП. 
В 2003 году подготовлен перечень реформ «Дорожная карта к демократии», предусматривающими разработку конституции с дальнейшем её принятием посредством референдума и проведение демократических парламентских выборов. Новый текст конституции составлялся специальной комиссией из 54 членов, созданной в октябре 2007 года, 9 февраля 2008 года объявлено о проведении референдума в мае 2008 года и всеобщих выборов 2010 года. Из-за стихийного бедствия в некоторых районах конституционный референдум прошел не 10, а 24 мая 2008 года, по результатам 92,48 % проголосовали положительно. 

## Структура
Конституция состоит из преамбулы, 457 статей в 15 главах, и 5-и приложений.

## Основные положения
Конституция 2008 года гарантирует неприкосновенность высшего военного руководства. 
Права и свободы закреплены в главе 8 Конституции, и особенностью является то, что они предоставляются только гражданам, так установлены право на жизнь, свободу передвижения и проживания (ст.355), частную жизнь и безопасность жилища (ст. 357), запрет рабства и торговли людьми (ст. 358), свободу вероисповедания (ст. 360). Среди политических прав установлено право на свободу выражения, свободу митингов и демонстраций, право избирать и быть избранным (ст. 369). В социальной и экономической сферах установлены такие права граждан, как право на охрану здоровья (ст. 367), движимого и недвижимого имущества (ст. 356), право на получения базового образования является также и обязанностью (ст. 366). Конституционные обязанности возлагаются также только на граждан Мьянмы и включают в себя, помимо оплаты налогов и охраны окружающей среды, поддержание нерушимости федерации и единства национальной солидарности, сохранение независимости и территориальной целостности государства, прохождение военной подготовки для защиты государства, защита и сохранение общественной собственности, развитие гуманитарных ресурсов. Права иностранных граждан и лиц без гражданства в Мьянме сильно ограничены, например не имеется права владения и распоряжения транспортными средствами, недвижимым имуществом.
В соответствии с Конституцией Мьянмы гражданином Мьянмы признается лицо, рождённое от граждан Республики Союз Мьянма (право крови) или являющиеся гражданами по закону в момент вступления в силу Конституции (ст. 345), при этом у граждан по «праву крови» больше прав (например могут избираться в государственные органы). 

### Внесение поправок
Принятие поправок к конституции осуществляется не менее 75 % голосов депутатов и последующим референдумом, где за принятие поправки должны проголосовать более 50 % граждан (ст. 433—436).